# نينشار
نينشار ( نين سار (بالأردية: NIN.SAR؛ وتقرأ أيضًا: Nin-nisig) كانت إلهة بلاد ما بين النهرين مرتبطة عادةً بإعداد اللحوم. تظل قراءة اسمها غير مؤكدة، ويبدو أن أصل الكلمة المحتمل لا علاقة له بدورها في البانتيون الرافديني. كانت تُعبد بشكل رئيسي في نيبور، على الرغم من أن مركز عبادتها الأصلي كان مستوطنة آبي. ناجار.

## اسم
قراءة الاسم المكتوب بالخط المسماري على النحو التالي NIN. لا يزال معدل البحث العلمي غير مؤكد. اعتبر ويلفريد ج. لامبرت أن نينشار هي القراءة الصحيحة. تم قبول هذا الخيار أيضًا من قبل أندرو ر. جورج. وبدلاً من ذلك، يزعم أنطوان كافينيو ومانفريد كريبرنيك أن القراءة الصحيحة قد تكون Nin-nisig. وقد تم اقتراح نينمو و نينزينا أيضًا كبدائل. وفقًا لقائمة الآلهة An = Anum، يمكن أيضًا تمثيل الاسم بالرموز d MUḪALDIM ("طباخ") أو d GÍRI ("سكين"). قد يكون هناك تهجئة مقطعية، نين-ني-سي، في قائمة الآلهة من ماري، لكن استعادة العلامة النهائية وتحديد هذا الإله مع نينشار لا يزالان غير مؤكدين.
الاسم NIN. تُرجمت كلمة SAR عادةً إلى "Lady Greenery" أو "Lady Greens". قد تحتوي إحدى الترانيم الموجهة إلى نوسكا على تلاعب بالاسم وكلمة SI 12، في إشارة إلى اللون الأخضر. لاحظ أنطوان كافينيو ومانفريد كريبرنيك أن معنى الاسم لا يظهر أي ارتباط مباشر بوظائفها الموثقة جيدًا.
لا ينبغي الخلط بين نينشار ونينشار ("سيدة الكل")، التي تظهر إلى جانب الإله الذكر المطابق إنشار في تعداد أسلاف إنليل في مصادر مثل قائمة الآلهة أن = أنوم وسلسلة التعويذات شوربو.

## شخصية
كان نينشار مرتبطًا باللحوم، وكثيرًا ما كان يوصف بأنه "جزار إيكور"، كما هو موثق بالفعل في النصوص من عهد شولجي. ويطلق عليها نص أقدم من لكش يعود إلى عهد أوروكاجينا لقب "جزار نينجيرسو ". ويمكن الإشارة إليها أيضًا بلقب "التي تجعل الطعام جيدًا". كما يُشهد لها بدور مدبرة المنزل الإلهية. يشير نص من العصر الأسري المبكر إليها باعتبارها حرفية أو نجارًا ( ناجار ). في وثائق مختلفة، ظهرت في تعداد حاشية إنليل، مع تسلسل نينيما، وإينوجي، وكوسو، ونينشار، ونينكاسي، ونينمادا في مصدرين على الأقل، أنوم وقائمة المعبد الكنسي المزعومة.
كان زوجها الإله إيراجال، الذي كان مثلها مرتبطًا بالسكاكين. ولم يُوثَّق عنه إلا القليل، ورغم أنه كان من المرجح أن يكون مختلفًا في أصله عن الإله إيراجال الأكثر شهرة، إلا أنه لا يمكن تحديد الكثير عنه بشكل مؤكد بناءً على الوثائق المتاحة. ربما كان مرتبطًا بالدمار الذي تسببت فيه العواصف.

## يعبد
في فترة الأسرات المبكرة، كان يتم عبادة نينشار في مدن متعددة، على سبيل المثال نيبور وشوروباك. تشير ترانيم زامي إلى AB. ناجار كمركز عبادتها. كما كان لها معبد في ولاية لكش بناه أورويمجينا، على الأرجح في جيرسو.
كما توجد أدلة على عبادة نينشار من أوما من فترة أور الثالثة. وفي نفس الفترة بنى شولجي معبدًا مخصصًا لها في أور.
في العصر الكيشي والعصر البابلي الأوسط، كان يوجد معبد لنينشار في نيبور، ومن الممكن أن يتم التعرف عليه مع E-šuluhhatumma، "البيت الجدير بطقوس التطهير"، والذي تم تخصيصه لها في ما يسمى بقائمة المعابد الكنسية دون تحديد موقع.
الاسم الإلهي أور نينشار شائع في المصادر من فترة الأسرات المبكرة وفترة أور الثالثة. ومن المعروف أيضًا وجود أسماء أخرى تشير إليها واستمرت في الظهور في السجلات من العصر البابلي القديم.

## الأساطير
في أسطورة إنكي ونينماه، يظهر نينشار كواحد من المساعدين السبعة للإلهة التي تحمل نفس الاسم، والستة الآخرون هم نينيما، وشوزيانا، وننموغ، ونينمادا، ومومودو، ونينيجينا. لا يظهران معًا في غير ذلك. ومع ذلك، في هذه الأسطورة يتم وصفهم بشكل جماعي باسم Šassūrātu، وهو مصطلح يستخدم للإشارة بشكل جماعي إلى مساعدي نينماه.
في إنكي وننهورساج، هي ابنة الآلهة التي تحمل نفس الاسم، وبدورها أصبحت والدة نينكورا.
في نص معروف باسم "الطوبة الأولى"، والذي كان بمثابة صيغة تُتلى أثناء تجديد المعابد، تم إدراج نينشار ضمن الآلهة التي خلقها إيا من الطين لتزويد البشر بالسلع التي يمكنهم بدورهم تقديمها للآلهة.
يذكر جزء من أسطورة معروفة من أبو صلابيخ أن نينشار كان يذبح الماشية والأغنام بينما كان نينكاسي يصنع البيرة.

### فهرس
- Asher-Greve، Julia M.؛ Westenholz، Joan G. (2013). Goddesses in Context: On Divine Powers, Roles, Relationships and Gender in Mesopotamian Textual and Visual Sources (PDF). ISBN:978-3-7278-1738-0. مؤرشف من الأصل (PDF) في 2024-12-18.
- Cavigneaux, Antoine; Krebernik, Manfred (1998), "dNin-SAR",  (بالألمانية) {{استشهاد}}: الوسيط |title= غير موجود أو فارغ (help) and الوسيط |تاريخ الوصول بحاجة لـ |مسار= (help)
- Cavigneaux, Antoine; Krebernik, Manfred (1998a), "dNin-šár",  (بالألمانية) {{استشهاد}}: الوسيط |title= غير موجود أو فارغ (help) and الوسيط |تاريخ الوصول بحاجة لـ |مسار= (help)
- George، Andrew R. (1993). House most high: the temples of ancient Mesopotamia. Winona Lake: Eisenbrauns. ISBN:0-931464-80-3. OCLC:27813103.
- Lambert، Wilfred G. (2013). Babylonian creation myths. Winona Lake, Indiana: Eisenbrauns. ISBN:978-1-57506-861-9. OCLC:861537250.
- Simons، Frank (2017). "A New Join to the Hurro-Akkadian Version of the Weidner God List from Emar (Msk 74.108a + Msk 74.158k)". Altorientalische Forschungen. De Gruyter. ج. 44 ع. 1. DOI:10.1515/aofo-2017-0009. ISSN:2196-6761. مؤرشف من الأصل في 2024-09-28.
- Stol، Marten (2000). Birth in Babylonia and the Bible: Its Mediterranean Setting. Cuneiform Monographs. Brill Styx. ISBN:978-90-72371-89-8. مؤرشف من الأصل في 2023-03-07. اطلع عليه بتاريخ 2022-07-24.